# Насеља и културна баштина на дну Билећког језера
Насеља и културна баштина на дну Билећког језара нашла су се 1968. године када су воде Требишњице и њених притока испуниле водом пространу речну долину  дужине 18 km, ширине 3–4 km и површина језера од око 33 квадратна километра, у зависности од водостаја и тако створилеједну од највећих вештачких акумулација на Балканкском полуострву са браном Гранчарево. И поред обиља информација и статистичких података, које чак и површном посматрачу пружају податке о несталим насељима и културној баштини на дну ове акумалације, ипак постоје одређени недостаци у нашем сећању, који се могу сврстати једним делом у домен објективног а другим делом у домен субјективног. Наиме, у одређеним сегментима није могуће приказати реалну историјску слику изгубљеног локалитета пре пуњења језера јер се све радило на брзину у жељи да се реализује један велики водопривредни објектат на теритирији тадашње СФР Југославије.

## Историја
Године 1967. око 1.200 људи понело је оно што се понети могло, и жалећи за оним што остављају- виноградима, воћњацима, ораницама, окућницама напустило своја села, остављајући их на вечито чување водама Билећког језера. Неки су чекали, да вода дође до колена не желећи да се предају судбини а други су одмах напустили своје куће и сву непокретну имовину.
Тако је Билећко језеро на свом дну сакрило читав један римски град, културно историјске остатке, велике вредности, чак и из ранохришћанског периода. Најмање четири цркве су остале под водом, а манастири Добрићево и Косијерево (који је у поседу имао око 3.000 хектара земљишта, млинове, болницу). Од већих насеља на дну језера су се нашли Палин, Орах, Чепелица, Задубље и Мируше,
Шта је спашено а шта не?
- Од археолошких и надгробних споменика у базену Требишњице, од готово двеста евидентираних преисторијских гробних хумки (тумулуса) измештена су само три!
- Од 11 омеђина, испитало се исто толико.
- Од више средњовековних цркава истражене су само две.
- Од 464 средњовековна надгробна споменика, такозваних стећака, спашен је и измештен одређени број. Из Врела Требишњице (2 плоче), Мируше – Колањевићи (6 плоча), Паник (75 споменика) и Орах (3 споменика). Они су премештени на нову локацију, вештачку некрополу стећака код некадашњег Завичајног музеја који одавно више не постоји као такав и који ће на срамоту грађана и града Билеће од стране неодговорних општинских власти бити продан за потребе угоститељства. Ова некропола формирана је 1967. године и броји 86 стећака и то 70 плоча, 42 сандука, 1 сљеменик и 3 крстаче и највећа је вештачка некропола стећака на Балкану.[1]
- У селу Чепелици остало је потопљено 60 споменика док је један део репрезентативних споменика са натписима завршио у Земаљском музеју у Сарајеву.

| „ | По причању очевидаца неколико стећака транспортовано је у САД и том акцијом руководио је већ помињани археолог Вејн Вучинић Билећанин који је рођен у долини Требишњице. | ” |

- Међу локалитетима из римског доба истиче се римска насеобина на Панику, која се простирала на око 20 хектара, на коме су испитане свега три мање парцеле, као и остаци римског моста.
- На дну језера налазе и остаци хидроелектране Пареж, са објектом, постројењима браном и мостом.[1]